# Красноперекопский район (Ярославль)
Краснопереко́пский райо́н — один из шести административных районов города Ярославля. Охватывает запад закоторосльной (южной) части города. На территории, включённой в район, проживает 61 774 чел. (2021) (10.96 % ярославцев).
В 2015 году оба южных района Ярославля — Красноперекопский и Фрунзенский — были фактически объединены в одну административную единицу. При этом были сохранены оба старых названия, и ныне административно-территориальная единица носит название Фрунзенский и Красноперекопский районы. Предполагавшаяся изначально смена названия на более удобное и краткое Южный район — так и не была осуществлена.
Территория администрирования Красноперекопского района включает в себя жилые районы Нефтестрой, Перекоп, Толчково, район бывшей Большой Мануфактуры, посёлки с преимущественно частной застройкой — Творогово, Починки, Новодуховское, Забелицы, Донская Слобода, Новые Полянки, Бутырки, а также Южную промышленную зону Ярославля.
Красноперекопский район граничит с Кировским, Фрунзенским административными районами Ярославля и с Ярославским районом области.

## История

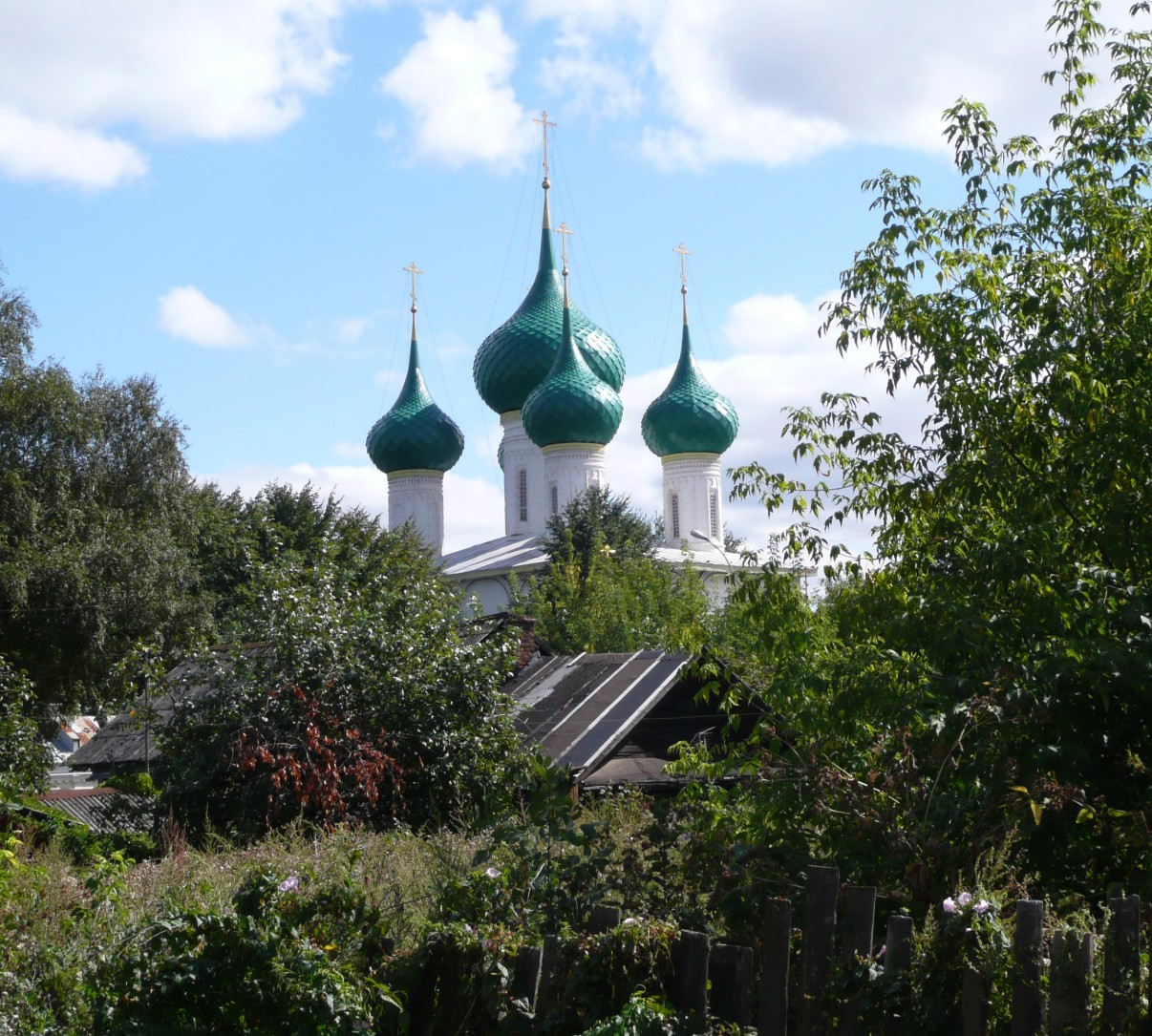
В Красноперекопском и Фрунзенском районах сохранились обширные участки деревянной застройки

Красноперекопский район города Ярославля образован постановлением третьего пленума Ярославского городского Совета депутатов от 15 марта 1936 года. Назван по расположенному в районе крупному предприятию — Ярославской Большой мануфактуре, переименованной в 1922 году в фабрику «Красный Перекоп». На этом же пленуме были утверждены границы райсовета (района): правый берег реки Которосль, начиная с северо-западной границы вниз по течению до тормозного завода, включая территорию последнего, полоса отчуждения Костромской железной дороги до пересечения с Суздальской дорогой, далее до южной границы пригородного хозяйства ГКХ и территории сырьевой базы силикатного завода до пересечения с полосой отчуждения железной дороги на Москву, по полосе отчуждения железной дороги до юго-западной границы Забелицкого выгона, по границе выгона до узкоколейки на Перекопские поля орошения и затем по границе селений: Ново-Духовская, Творогово и Починки, включая последние до реки Которосль.
4 декабря 1937 года из части территории Красноперекопского района был выделен Кагановичский район.
10 августа 1944 года из части территории Кагановичского выделен Приволжский район. 
Согласно решению Ярославского горисполкома № 640 от 1 сентября 1948 года «О ликвидации Красноперевальского, Приволжского и Резинокомбинатовского районов г. Ярославля» в соответствии с Указом Президиума Верховного Совета РСФСР от 20 августа 1948 года и решением исполкома облсовета от 23 августа 1948 года за № 1271 существующие границы Красноперекопского района увеличиваются с восточной стороны от реки Которосль по Которосльному переулку до улицы Павловской, далее по Павловской улице до 1-й Бутырской улицы; по 1-й Бутырской до Дегтяревской улицы; по Дегтяревской улице до 1-й Вокзальной улицы. С юга — по улице 1-й Вокзальной до железной дороги Ярославль — Москва. Территория Приволжского района включена в состав Кагановичского. 
В 1953 году Кагановичский район был ликвидирован, территория включена в состав Красноперекопского. 
Указом Президиума Верховного Совета РСФСР от 14 июня 1956 года в городскую черту Ярославля включён посёлок при строящемся Новоярославском нефтеперерабатывающем заводе.
Указом Президиума Верховного Совета РСФСР от 21 февраля 1975 года за счёт части территории Красноперекопского района образован Фрунзенский район.
С 2015 года управление Красноперекопским и Фрунзенским районами Ярославля осуществляется единой администрацией.

## Население
| 1959    | 1970     | 1979    | 1989    | 2002    | 2009    | 2010    |
| ------- | -------- | ------- | ------- | ------- | ------- | ------- |
| 141 138 | ↗176 756 | ↘83 014 | ↘70 055 | ↘64 410 | ↗66 378 | ↘63 828 |
| 2011    | 2012     | 2013    | 2014    | 2015    | 2016    | 2017    |
| ↘63 800 | ↗64 603  | ↗65 704 | ↗66 699 | ↗67 580 | ↗69 286 | ↗69 571 |
| 2018    | 2019     | 2020    | 2021    |         |         |         |
| ↘69 538 | ↗70 023  | ↗70 682 | ↘61 774 |         |         |         |